# Bronisław Markiewicz
Bronisław Markiewicz (Pruchnik, 13 luglio 1842 – Miejsce Piastowe, 29 gennaio 1912) è stato un religioso e presbitero polacco, fondatore dei padri e delle suore di San Michele Arcangelo. Nel 2005 è stato beatificato da papa Benedetto XVI.

## Biografia
Nato nel 1842, sesto di undici figli del borgomastro della città natale, a 21 anni entrò nel Seminario diocesano di Przemyśl e il 15 settembre 1867 fu ordinato sacerdote. Iniziò poi un percorso di perfezionamento negli studi di pedagogia e filosofia, frequentando le università di Leopoli e di Cracovia, ma non riuscì a completarlo.
Il suo servizio pastorale fu segnato dall'attenzione verso i poveri, gli emarginati e soprattutto i fanciulli e i giovani. Nel 1885 giunse in Italia, entrò nella congregazione dei Salesiani e conobbe personalmente Giovanni Bosco.
Nel 1892 tornò in Polonia per assumere l'incarico di parroco a Miejsce Piastowe, dove rimase fino alla morte. Nel 1897 uscì dall'ordine dei Salesiani per fondare una nuova famiglia religiosa, sempre nello spirito salesiano, ma con particolare attenzione per le esigenze della popolazione della Galizia.
In attesa dell'approvazione ecclesiastica, fondò un'associazione civile che chiamò "Temperanza e Lavoro" con il fine di assistere ed educare i bambini e i giovani abbandonati. Morì nel 1912.
Nel 1921 la Congregazione di San Michele Arcangelo ricevette l'approvazione ecclesiastica. Nel 1958 iniziarono i processi per la beatificazione e il 19 giugno 2005 è stato proclamato Beato con lettera apostolica di papa Benedetto XVI, letta e pubblicata in Polonia dal cardinale primate di Varsavia Józef Glemp.

## Curiosità
Al Beato è intitolato l'Auditorium presente nel Santuario di San Michele Arcangelo (patrimonio UNESCO) di Monte Sant'Angelo.